# Tines del camí de les Generes
Les tines del camí de les Generes són dues tines del municipi de Talamanca (Bages), situades al marge del camí de les Generes. Són obres protegides cadascuna de manera individualitzada com a bé cultural d'interès local.

## Tines al camí de les Generes I
Les Tines al camí de les Generes I és una obra protegida com a bé cultural d'interès local. La tina se situa al marge del camí de les Generes. La planta de la construcció és de forma circular. La part inferior dels murs és feta amb pedra i morter de calç i amb l'interior recobert de rajoles de ceràmica envernissada lleugerament corbades. La tina es troba en força mal estat, ha desaparegut la coberta i part dels murs. El broc és situat al nord i queda emmarcat a l'interior del mur. La runa de la mateixa construcció i la vegetació n'omplen el dipòsit. No té cap edificació auxiliar.

## Tines al camí de les Generes II
Les Tines del camí de les Generes II és una obra del municipi de Talamanca (Bages) protegida com a bé cultural d'interès local. Es tracta d'una tina i dues barraques. La part inferior de la tina és construïda amb pedra i morter de calç. Presenta l'interior del dipòsit recobert de rajoles de ceràmica envernissada amb un punt de curvatura i preses amb morter de calç. La part superior dels murs és de pedra seca i és on trobem l'entrada de la tina que consisteix en dos muntants verticals i una llinda. Entre els murs i la coberta s'estén el voladís, fet amb pedres més planes i lleugerament inclinades cap a l'exterior. La coberta és feta amb el mètode d'aproximació de filades, amb pedres de grans dimensions sobre les quals s'estén una capa de sorra i pedruscall. El broc no ha estat localitzat. La tina està bastant ben conservada.
Com a construccions auxiliars hi ha dues barraques. Una d'elles està adossada al nord-est de la tina. És de planta circular i els paraments són de pedra seca, encara que amb algunes juntes de morter de calç. La coberta és de falsa cúpula, amb sorra i pedruscall al damunt. L'entrada es compon de dos muntants i dues llindes. A l'interior hi ha vuit amagatalls i la inscripció de la data "1896" al marc de la porta.
L'altra barraca s'adossa al sud-oest de la tina. És de planta irregular i feta de pedra seca. La coberta no es conserva, però podia haver estat plana i a una vessant. Així es creu per uns encaixos que podien haver servit per recolzar les bigues de fusta.